# Matang Raya
Matang Raya is een bestuurslaag in het regentschap Aceh Utara van de provincie Atjeh, Indonesië. Matang Raya telt 263 inwoners (volkstelling 2010).